# The Death of Slim Shady (Coup de Grâce)
The Death of Slim Shady (Coup de Grâce) (TDOSS) é o décimo segundo álbum de estúdio do rapper norte-americano Eminem. Lançado em 12 de julho de 2024 pelas gravadoras Shady, Aftermath e Interscope, o álbum contém participações de  White Gold, Big Sean, BabyTron, Ez Mil, Skylar Grey, Bizarre, Dem Jointz, Sly Pyper, JID e 2 Chainz. Foi produzido pelo próprio Eminem, junto com Dem Jointz, Jelly Roll, Fredwreck, Cubeatz, Cole Bennett, Dr. Dre e Luis Resto, entre outros.

## Capa
Slim Shady é um alter ego de Eminem, que é o nome artístico de Marshall Bruce Mathers III. O personagem é referenciado em muitos dos maiores sucessos de Eminem, como “My Name Is” (1999) e “The Real Slim Shady” (2000). A imagem de Slim Shady é sinônimo de como Mathers apareceu quando jovem no palco e nos vídeos, com um cabelo loiro descolorido, camiseta branca e calça jeans. Parece provocativo e direto.

## Produção
Eminem lançou seu décimo primeiro álbum de estúdio Music to Be Murdered By em 17 de janeiro de 2020, que foi um sucesso comercial, bem como uma edição alternativa do álbum em 18 de dezembro, chamada Music to Be Murdered By – Side B. Em 5 de agosto de 2022, o rapper lançou a compilação Curtain Call 2, uma continuação de sua compilação de grande sucesso de 2005, Curtain Call: The Hits. O retorno de Slim Shady foi divulgado pela primeira vez no ano novo de 2023, sem mais nenhum detalhe. Em entrevista ao DJ Whoo Kid para o Shade 45 em janeiro de 2024, Eminem afirmou que estava "trabalhando em alguma coisinha". Ele também encerrou os rumores sobre um possível álbum colaborativo com o rapper americano 50 Cent, embora tenha achado uma boa ideia. Em 19 de março de 2024, durante o Jimmy Kimmel Live!, o produtor e colaborador de longa data Dr. Dre revelou que Eminem estava trabalhando em seu próximo álbum de estúdio e que seria lançado no mesmo ano.

## Divulgação
Em 26 de abril de 2024, durante o evento de draft da NFL de 2024 em sua cidade natal, Detroit, Michigan o rapper compartilhou um vídeo no estilo de um programa policial real Unsolved Mysteries que coloca a questão "quem matou o Slim Shady?" referindo-se ao seu alter ego. Um repórter vestido com um casaco fala sobre os inimigos que Slim Shady fez ao longo dos anos, com 50 Cent comentando sobre a personalidade de Shady. O teaser também incorporou trechos dos clipes de “My Name Is”, “Without Me” e “The Real Slim Shady”. O álbum e a data provisória de lançamento foram anunciados no final do vídeo de 56 segundos, junto com a oportunidade de pré-salvar o disco.
Em 10 de maio de 2024, o colaborador de longa data Luis Resto revelou mais detalhes sobre o álbum, descrevendo-o como um retorno "conclusivo" ao som característico de Eminem. Resto disse que o álbum, em andamento desde 2021, exploraria a vida e a morte de Slim Shady, retornando à essência criativa original do rapper.
Um obituário falso do alter ego de Eminem, Slim Shady, apareceu na edição de 13 de maio do jornal Detroit Free Press como promoção do álbum. Eminem é retratado de macacão e máscara do personagem Jason do filme de terror Sexta-Feira 13 como sua persona Slim Shady, enquanto o obituário diz: "No final das contas, as mesmas coisas que pareciam ser as ferramentas que ele usou tornaram-se cartões de visita que definiram uma existência que só poderia chegar a um momento repentino e horrível. Fim. Sua existência complexa e torturada chegou ao fim, e o legado que ele deixa não está mais perto de ser resolvido do que a maneira como esse personagem partiu deste mundo."
Em 21 de maio de 2024, Eminem fez uma postagem enigmática em suas redes sociais, contendo um vídeo com um chat do iMessage endereçado a “todos os contatos” com a mensagem “... e para meu último truque!” Eminem mudou suas fotos de perfil nas redes sociais para combinar com o emoji de coelho de cartola usado na postagem. Após a postagem, os fãs recorreram às redes sociais para expressar suas preocupações e teorias sobre a possível aposentadoria de Eminem.

## Singles
No dia 28 de maio de 2024, o rapper postou um vídeo conjunto com o mágico David Blaine. O vídeo mostra um FaceTime entre Eminem e David, com o primeiro pedindo ajuda e um truque de mágica ao qual o segundo responde comendo uma taça de vinho. O rapper então faz uma prévia da faixa “Houdini” tocando um pequeno trecho instrumental. Ao final do clipe, são revelados o título da música e a data de lançamento. O single foi lançado no dia 31 de maio como single principal, junto com um videoclipe que o acompanha.
Em 28 de junho, Eminem postou um teaser do segundo single do álbum, intitulado "Tobey", uma colaboração com os colegas rappers americanos Big Sean e BabyTron. O pequeno clipe em preto e branco mostrava Eminem usando uma máscara de Jason e empunhando uma motosserra enquanto estava ao lado dos artistas participantes, com um trecho instrumental tocando ao fundo. A música foi lançada em 2 de julho. Um videoclipe da Lyrical Lemonade para a faixa foi lançado em 8 de julho, após um atraso de três dias devido à produção inacabada. Em 11 de julho, Eminem postou um "anúncio de utilidade pública" no Twitter informando que o álbum é "conceitual" e aconselhou os fãs a ouvirem as músicas na ordem.

## Recepção
Após o lançamento, as críticas ao álbum foram mistas. Melissa Ruggierri, do USA Today, chamou o álbum de um "golpe mortal" para o alter ego de Eminem. Mais adiante na resenha, ela afirmou que o álbum "revela os horrores e desgostos de Slim Shady em sequência, e mesmo que não seja a viagem mais suave, é uma que você vai querer experimentar frequentemente para entender completamente." A Billboard declarou que a melhor faixa do álbum foi "Somebody Save Me", citando-a como um "fim com olhos marejados para a jornada de Slim Shady". A Rolling Stone deu uma crítica positiva ao álbum, afirmando: "Mais uma vez, a lenda do rap prova não apenas sua habilidade lírica incomparável, mas também sua capacidade de criar colaborações que combinam artistas experientes e talentos emergentes, cada um adicionando seu toque único aos temas de crescimento pessoal, introspecção e evolução artística".
A Clash afirmou que "‘The Death Of Slim Shady (Coup de Grace)’ não parece exatamente um final, mas também não parece uma continuação", e mais adiante disse que apresenta alguns dos melhores raps de Eminem em décadas. Enquanto isso, o The Independent deu ao álbum duas de cinco estrelas, afirmando que este álbum foi criado para que "Mathers tenha seu bolo e o coma também – para se entregar ao seu jogo de palavras deliberadamente ofensivo anterior sob o pretexto de lutar contra a persona Shady dentro de si – a realidade é o pior dos dois mundos".

## Lista de faixas
| The Death of Slim Shady (Coup de Grâce) |                                          | |                                                              |         |  |
| N.º                                     | Título                                   | Compositor(es) | Produtor(es)                                                 | Duração |  |
| 1.                                      | "Renaissance" (intro)                    | Marshall Mathers III Luis Resto                                                                                                   | Eminem Resto [a]                                             | 1:38    |  |
| 2.                                      | "Habits" (com White Gold)                | Mathers Resto Bobby Yewah L. Kråkm                                                                                                | White Gold Eminem [a] Narza [b]                              | 4:58    |  |
| 3.                                      | "Trouble" (interlúdio)                   | Mathers Dwayne Abernathy Jr. Farid Nassar                                                                                         | Dem Jointz Fredwreck                                         | 0:42    |  |
| 4.                                      | "Brand New Dance"                        | Mathers Resto | Eminem Resto [a]                                             | 3:27    |  |
| 5.                                      | "Evil"                                   | Mathers Resto Donald Cannon Kevin Gomringer Tim Gomringer                                                                         | Don Cannon Cubeatz Eminem [a]                                | 3:50    |  |
| 6.                                      | "All You Got" (esquete)                  | Mathers Resto | Eminem                                                       | 0:24    |  |
| 7.                                      | "Lucifer" (com Sly Pyper)                | Mathers Resto Andre Young Thomas Cheval Sly Jordan Andres Holten Hans van Hemert                                                  | Dr. Dre Callus Eminem [a]                                    | 4:22    |  |
| 8.                                      | "Antichrist" (com Bizarre)               | Mathers Rufus Johnson Resto Shane Webb                                                                                            | Eminem Resto [a] Foulmouth [b]                               | 5:14    |  |
| 9.                                      | "Fuel" (com JID)                         | Mathers Harrison Le Mon Bey Thomas Forbes Resto Denaun Porter Destin Route                                                        | Mr. Porter Eminem [b]                                        | 3:34    |  |
| 10.                                     | "Road Rage" (com Dem Jointz & Sly Pyper) | Mathers Resto Young Abernathy Jordan Byron Thomas Terius Gray                                                                     | Dr. Dre Dem Jointz Eminem [b]                                | 3:38    |  |
| 11.                                     | "Houdini"                                | Mathers Jeff Bass Kevin Bell Malcolm McLaren Anne Dudley Trevor Horn Steve Miller                                                 | Eminem Resto [b]                                             | 3:47    |  |
| 12.                                     | "Breaking News" (esquete)                | Mathers Resto | Eminem                                                       | 0:37    |  |
| 13.                                     | "Guilty Conscience 2"                    | Mathers Resto Abernathy Nassar | Eminem Dem Jointz Fredwreck                                  | 5:26    |  |
| 14.                                     | "Head Honcho" (com Ez Mil)               | Mathers Jameil Aossey Ezekiel Miller Resto                                                                                        | Eminem Ez Mil [b] Aossey [b] Resto [b]                       | 3:55    |  |
| 15.                                     | "Temporary" (com Skylar Grey)            | Mathers Resto Holly Hafermann | Skylar Grey Eminem [a]                                       | 4:58    |  |
| 16.                                     | "Bad One" (com White Gold)               | Mathers Yewah Resto | Eminem Resto [b]                                             | 4:30    |  |
| 17.                                     | "Tobey" (com Big Sean e BabyTron)        | Mathers Sean Anderson James Johnson Resto Julian Harris Cole Bennett Carlton McDowell John Nocito Daniyel Weissmann Marvin Jordan | Bennett McDowell Nocito Daniyel Marvy Ayy Car!ton Eminem [b] | 4:45    |  |
| 18.                                     | "Guess Who's Back" (esquete)             | Mathers | Eminem                                                       | 1:03    |  |
| 19.                                     | "Somebody Save Me" (com Jelly Roll)      | Mathers Resto Benjamin Levin Emile Haynie David Ray Stevens Jason DeFord                                                          | Benny Blanco Emile Eminem [b]                                | 3:50    |  |
| Duração total:                          | Duração total:                           | Duração total: | Duração total:                                               | 64:28   |  |

| Bonus Tracks   |                                   |                                         |                           |         |  |
| N.º            | Título                            | Compositor(es)                          | Produtor(es)              | Duração |  |
| 20.            | "Steve Berman" (esquete)          | Mathers                                 | Eminem                    | 0:25    |  |
| 21.            | "Kyrie & Luka" (com 2 Chainz)     | Mathers Tauheed Epps Christopher Martin | Dj Premier                | 4:13    |  |
| 22.            | "Like My Shit" (com FIFTEENAFTER) | Mathers Andre Powell David Doman        | Eminem D.A. Got That Dope | 3:49    |  |
| Duração total: | Duração total:                    | Duração total:                          | Duração total:            | 4:13    |  |

### Créditos de amostra
- "Habits" contém trechos do episódio South Park "Safe Space".
- "Lucifer" contém uma amostra de "Land of Milk and Honey", escrita por Andres Holten e Hans van Hemert e interpretada por Mouth e MacNeal.
- "Road Rage" contém interpolações de "Ha" escrita por Terius Gray e Byron Thomas e interpretada por Juvenile.
- "Houdini" contém interpolações de "Without Me", escrita por Marshall Mathers, Jeff Bass, Kevin Bell, Malcolm McLaren, Trevor Horn, e Anne Dudley e interpretada por Eminem, e uma amostra de "Abracadabra", escrita por Steve Miller, interpretada pela Steve Miller Band.
- "Somebody Save Me" contém uma amostra de "Save Me", escrita por David Ray Stevens e Jason DeFord e interpretada por Jelly Roll.

## Produtores

### Músicos
- Eminem – vocais
- Big Sean – vocais
- BabyTron – vocais
- Dem Jointz – guitarra, teclado (faixa 3)
- Steve King – guitarra (faixa 4)
- Curt Chambers – baixo, guitarra (faixa 7)
- R Palmer – palavra falada (faixa 7)
- Bizarre – vocais adicionais (faixa 8)
- Traci Nelson – vocais adicionais (faixa 8)
- Teeba – baixo (faixa 9)
- JRGotTheHits – bateria (faixa 9)
- Cocoa Sarai – vocais adicionais (faixa 10)
- David "Preach" Balfour – teclados (faixa 10)
- Steve Miller – vocais adicionais (faixa 11)
- Devin Scillian – locutor de notícias (12)
- Kimberly Gill – locutora (12)

### Técnicos
- Brian "Big Bass" Gardner – masterização (faixas 1–)
- Mike Strange – mixagem (1–6, 8, 9, 12–17), engenharia (todas as faixas)
- Steve King – mixagem (faixa 4)
- Dr. Dre – mixagem (faixas 7, 10, 11)
- Tony Campana – engenharia
- Dem Jointz – engenharia (faixa 3)
- Don Cannon – engenharia (faixa 5)
- Quentin "Q" Gilkey – engenharia (faixas 7, 11)
- Fredwreck – engenharia (faixas 7, 11)
- Lola Romero – engenharia (faixas 7, 11)
- James Johnson – engenharia (faixa 17)
- Milan Becker – engenharia (faixa 17)
- Tom Kahre – engenharia (faixa 17)
- Jeffery "Champ" Massey – assistência de engenharia (faixas 7, 11)
- Jeremy Zumo Kollie – assistência de engenharia (faixas 7, 11)
- Vic Luevanos – assistência de engenharia (faixas 7, 11)